# Sidera Stone
Sidera Stone este singura companie producătoare de cuarț compozit din România, controlată de grupul Alexandrion.
Compania și-a început activitatea în anul 2003, și s-a numit Robstone până în noiembrie 2008.
Compania oferă produse din cuarț pentru placări interioare orizontale și verticale, blaturi pentru bucătărie și baie, trepte și alte aplicații.
Sidera mai deține filiale în Brazilia, Germania, China și plănuiește să mai deschidă filiale în SUA și Marea Britanie.
Cifra de afaceri în 2007: 2,5 milioane euro